# Wohn- und Wirtschaftsgebäude Bardenfleth 22
Das Wohn- und Wirtschaftsgebäude Bardenfleth 22 im niedersächsischen Elsfleth, Ortsteil Moorriem, Bauerschaft Bardenfleth, im Landkreis Wesermarsch, stammt  aus dem 19. Jahrhundert.

Aktuell (2023) wird es als Wohnhaus und wohl gewerblich genutzt.
Das Gebäude steht unter Denkmalschutz (siehe auch Liste der Baudenkmale in Elsfleth).

## Geschichte und Beschreibung
Die Marschhufensiedlung Moorriem mit der südlichen Bauerschaft Eckfleth erstreckt sich über etwa 16 Kilometer, wurde nach 1062 gegründet und erhielt im 14. Jahrhundert die heutige Struktur mit den schmalen, oft extrem langgestreckten Parzellen. Im Abstand von ca. 50 bis 100 Metern liegen zahlreiche Hofstellen auf Wurten.
Das eingeschossige giebelständige Wohn- und Wirtschaftsgebäude als Zweiständer-Hallenhaus in Fachwerk mit Backsteinausfachungen, mit reetgedecktem auf gebogenen Knaggen vorkragenden Krüppelwalmdach mit mehreren Schwalbenschwanzgauben sowie Niedersachsengiebeln mit Uhlenloch, stammt von um 1800. Das Gebäude war ein Kötnerhaus. An der Südostecke wurde um 1900 eine traufständige Scheune in Fachwerk angebaut mit Backsteinausfachungen und Krüppelwalmdach.
Auf der Anlage stehen weitere nicht denkmalgeschützte Nebenanlagen.
Das Landesdenkmalamt befand: „… geschichtliche Bedeutung … als beispielhaftes Fachwerkhallenhaus einer Kötnerstelle aus der Zeit um 1800 … .“
Kötner hatten nur geringen Landbesitz und verrichteten meist zusätzlich handwerkliche Arbeiten oder arbeiteten als Tagelöhner auf Bauern- und Herrenhöfen.